# Kirche St. Dionys-Wurmsbach

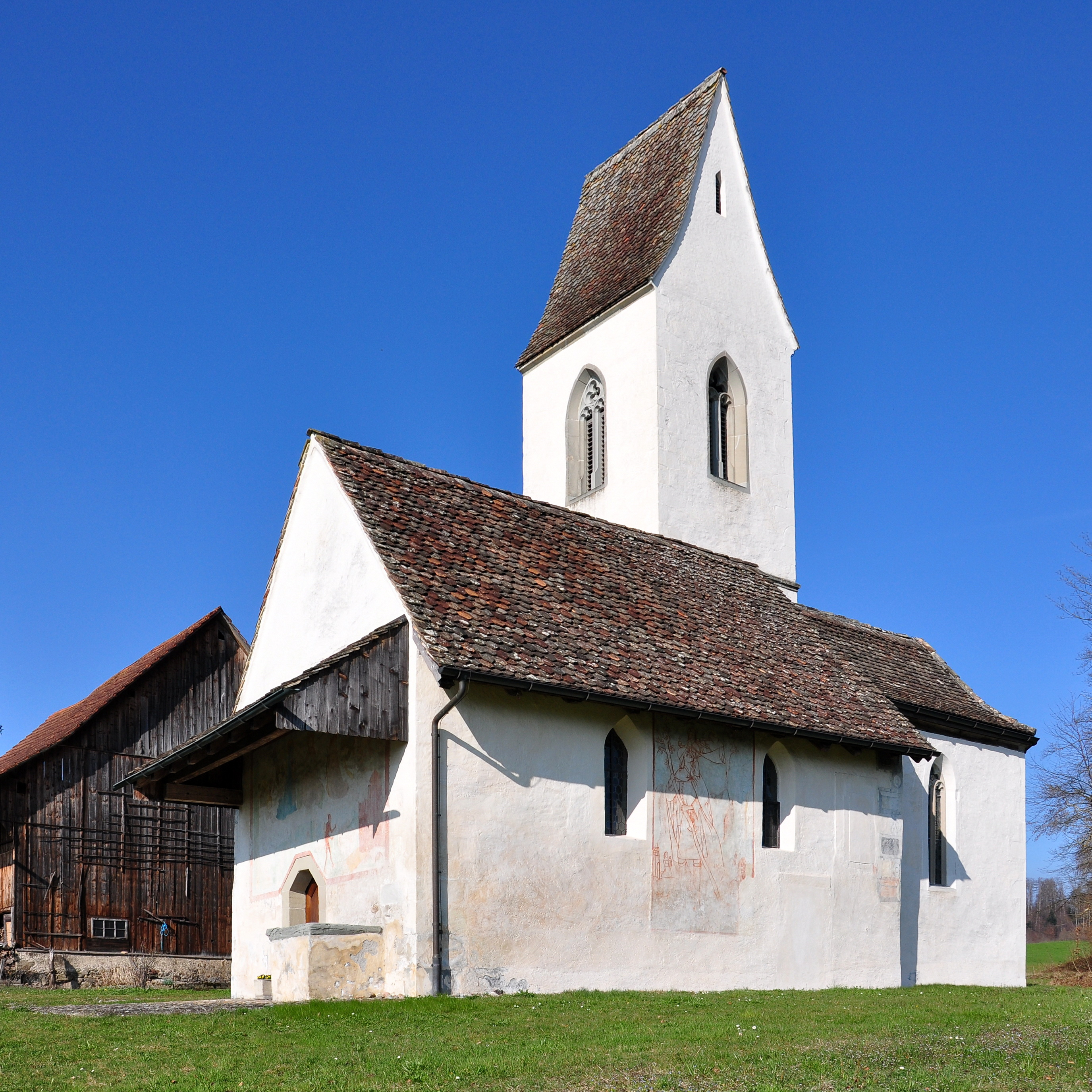
Kapelle St. Dionys

St. Dionys-Wurmsbach ist eine mittelalterliche Kirche in Jona, auf dem Gemeindegebiet von Rapperswil-Jona im Kanton St. Gallen in der Schweiz.

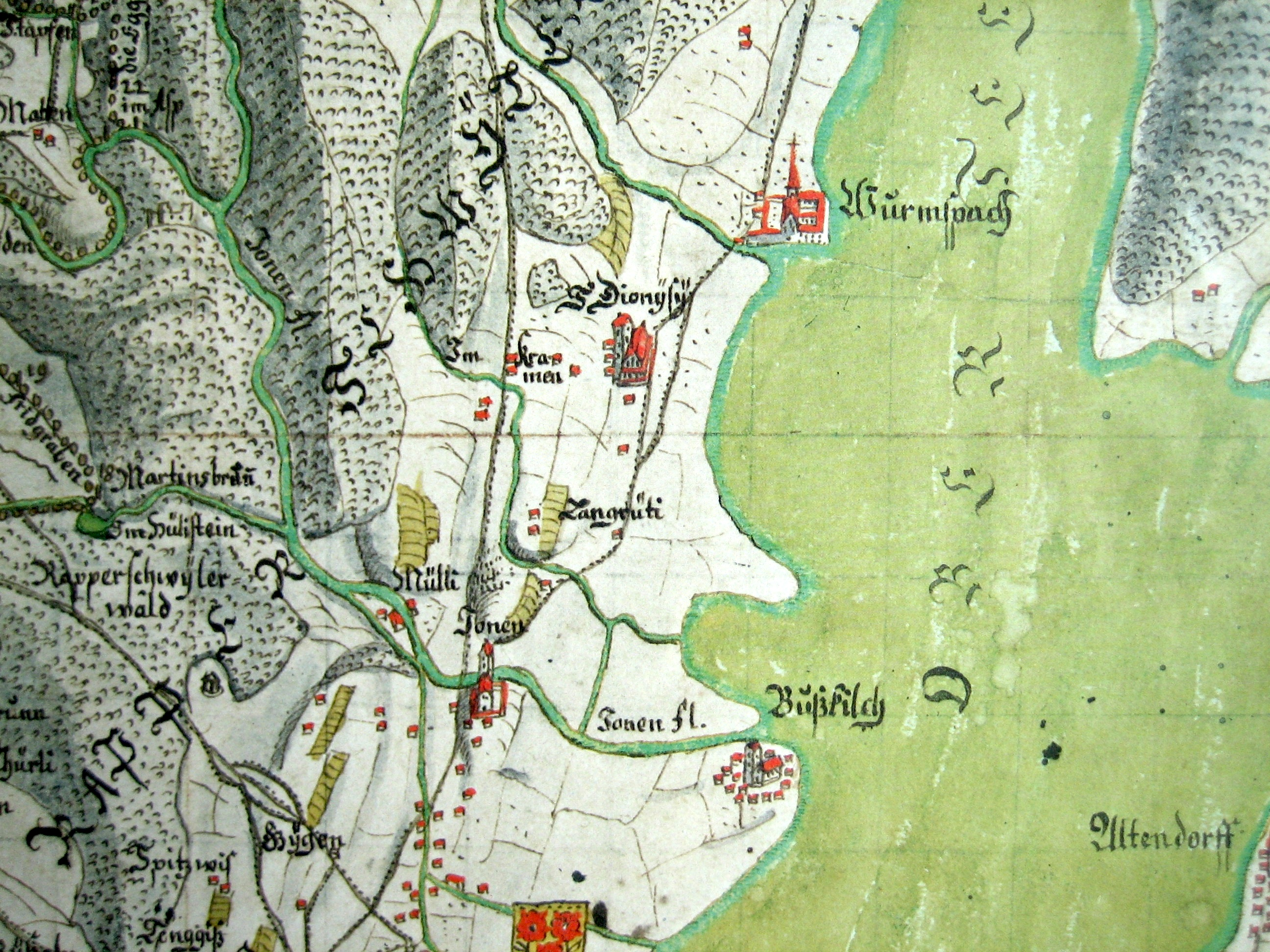
St. Dionys auf einer Umzeichnung des Gygerplans von 1667

## Geschichte
Das Patrozinium des heiligen Dionys, des ersten Bischofs von Paris, lässt eine merowingische oder fränkische Gründung vermuten. Auch eine Gründung als weltliche Stiftung eines Grundherrn ist denkbar.
Erstmals erwähnt wird St. Dionys-Wurmsbach im Jahr 1217 mit Hainricus plebanus de Wurmispach. 1253 trat Graf Rudolf III. von Rapperswil sein Patronatrecht an das Kloster Pfäfers ab, um die Stadtkirche von Rapperswil freizubekommen, die zur Pfäferser Pfarrei von Busskirch gehörte.
Durch den Aufschwung Rapperswils und der Gründung des Klosters Mariazell-Wurmsbach 1259 wurde die Existenz des sich immer mehr entvölkernden Pfarrsprengels von Wurmsbach in Frage gestellt. 1369 erscheint erstmals das Patrozinium des heiligen Dionys, als die Kirche zum Gebiet der Pfarrkirche von Busskirch zugeschlagen wurde. Einkommen und Unterhaltspflicht gingen an Rapperswil.

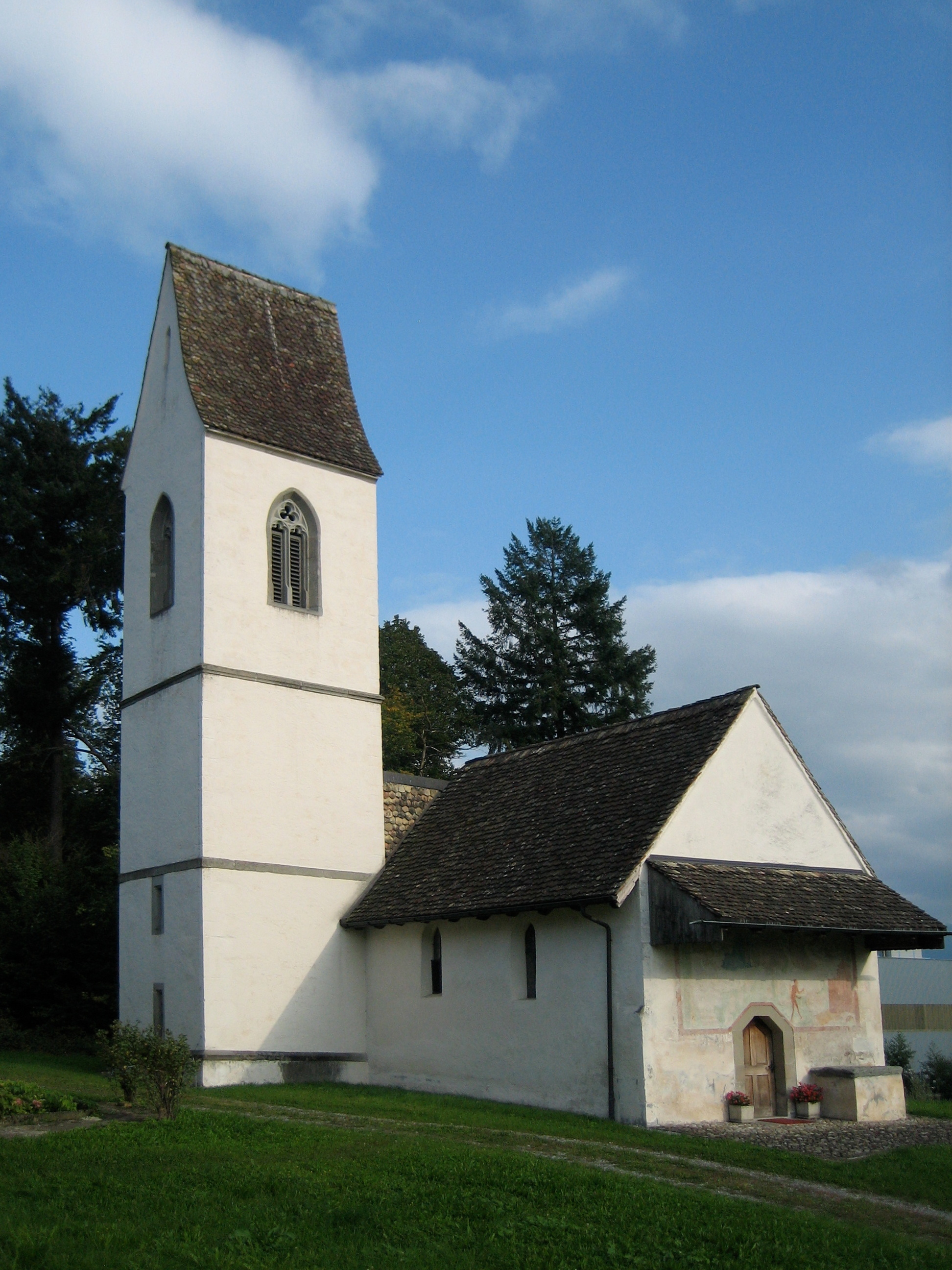
St. Dionys, Ansicht von Nordwesten
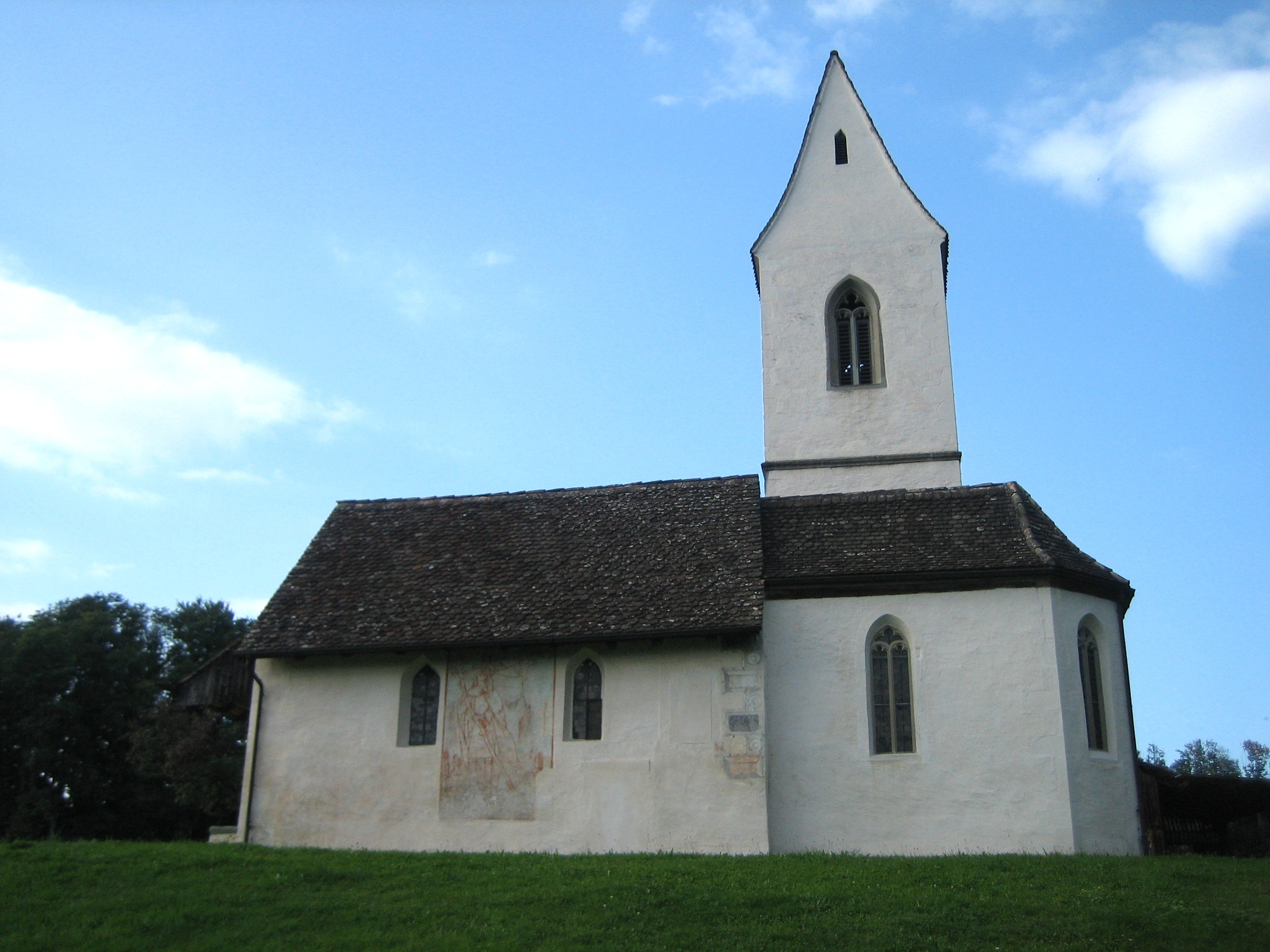
Südseite
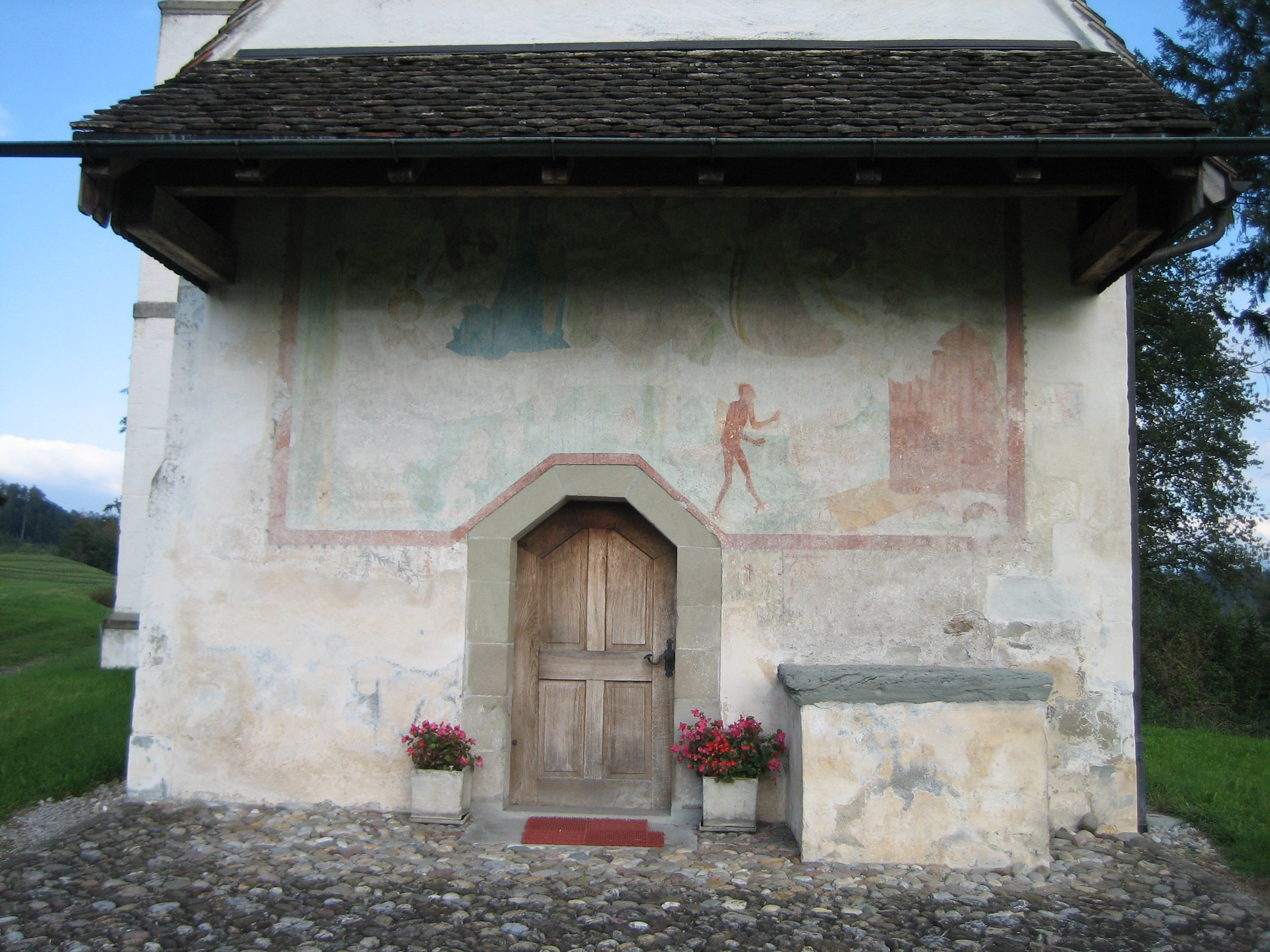
Eingangspartie

Im späteren Mittelalter erhielt St. Dionys-Wurmsbach immer mehr den Charakter einer Wallfahrtskirche. Im Alten Zürichkrieg wurde die Kirche beschädigt und ausgeraubt. 1450 war sie wiederhergestellt, im Chor und am Chorbogen wurden Malereien angebracht. Weitere Malereien im Innern und an der südlichen und westlichen Aussenwand entstanden 1467, so etwa die Schutzmantelmadonna und das Jüngste Gericht unter dem Klebdach an der Westfront.
1472 wurde der Turm mit dem Käsbissendach gebaut und der vormals gerade Chor zum Polygon erweitert. Am 21. Juni 1493 weihte der Generalvikar Daniel Zehner aus Konstanz die erneuerte Kirche und drei Altäre.

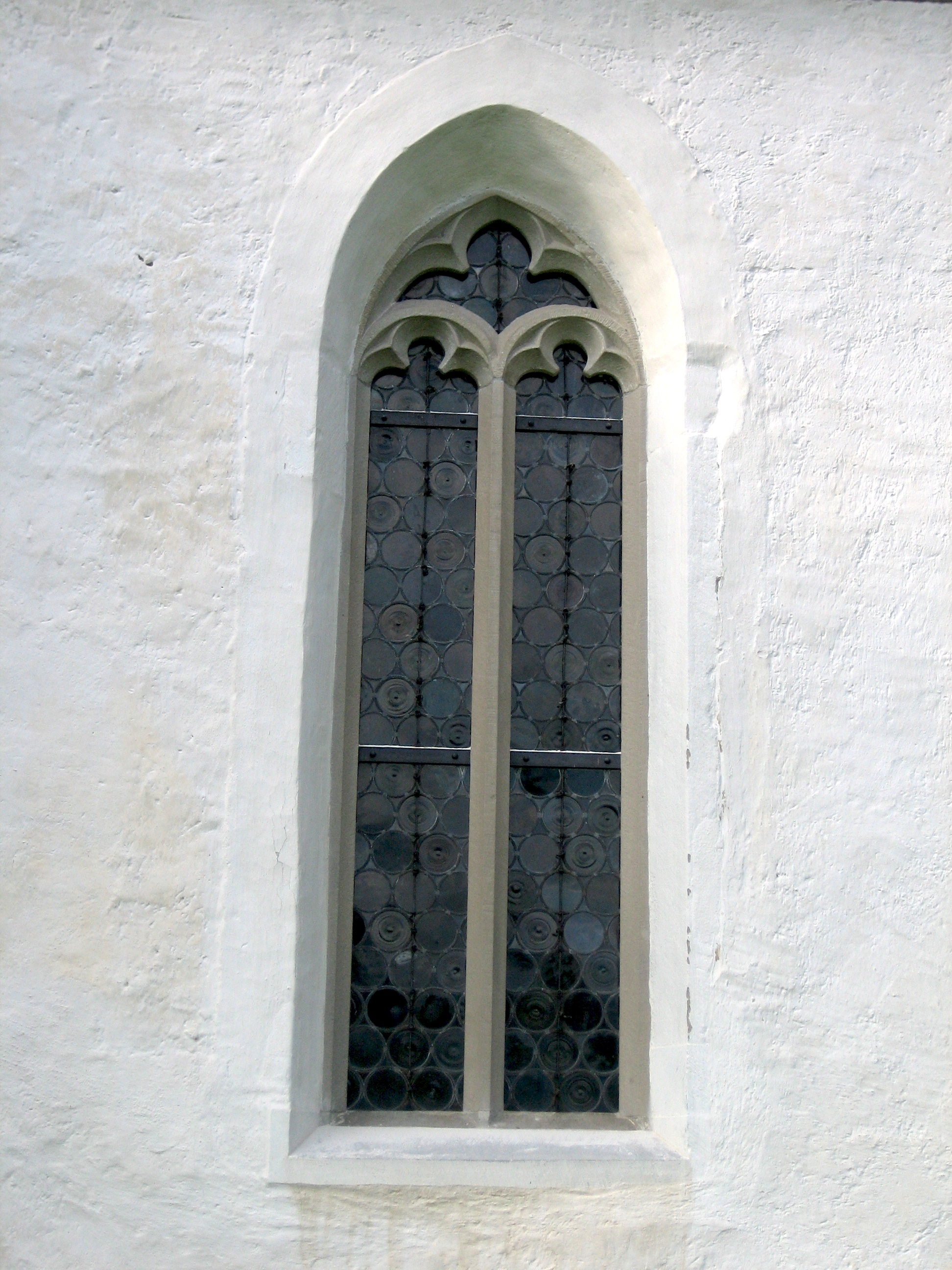
Masswerkfenster an der Südseite

Im Bildersturm von 1531 und 1656 während der Belagerung von Rapperwil durch die Zürcher unter General Werdmüller im Ersten Villmergerkrieg wurden die Altäre und mehrere Bilder zerstört, daß täfel aber an dem tach in dem Chörli mit Verwunderung unversert gelassen. Auch zwei Glocken wurden weggeführt.
1659 wurde die Kirche wiederhergestellt; Maurermeister Josef Willi hat die däver deckhen eingebunden und das Kirchendach und hindern dem aldar ein gsicht vermuret, die aldar blaten wider gleit und was von Nöten gewesen. 1660 wurde für den Choraltar eine Kreuzigungsgruppe geschaffen, auch wurde in diesen Jahren die Kirche neu ausgemalt. 1668 setzte Hans Ilg Kunz den Rapperswiler Rundschild in die Decke. Nachdem 1659 der Rapperswiler Stadtpfarrer Johann Kaspar Rothenfluh die Kirche mit bischöflicher Erlaubnis gesegnet hatte, weihte der Konstanzer Bischof Hans Georg Sigismund Müller am 6. September 1676 drei neue Altäre, von denen zwei aus der Stadtkirche Rapperswil stammten.
1699 liess der Kirchenpfleger Jakob Stössel in der Chordecke ein Wappenschild der Stadt Rapperswil einsetzen. 1828 wurden zwei Seitenaltäre in die Rapperswiler Liebfrauenkapelle verbracht, und 1874 spendete das benachbarte Kloster Mariazell-Wurmsbach einen neuen Choraltar.
1908/09 entdeckte Ferdinand Rüegg spätgotische Wandgemälde, die unter der Aufsicht von Josef Zemp restauriert wurden. 1953 fand unter der Leitung von Architekt Felix Schmid aus Rapperswil eine Innen- und Aussenrestaurierung statt. Der hölzerne Vorbau mit einer Kanzel nördlich des Eingangs wurde beseitigt, die Wandgemälde auf der Westfront von Franz Xaver Sautter restauriert und der Altaraufsatz im Chor entfernt.

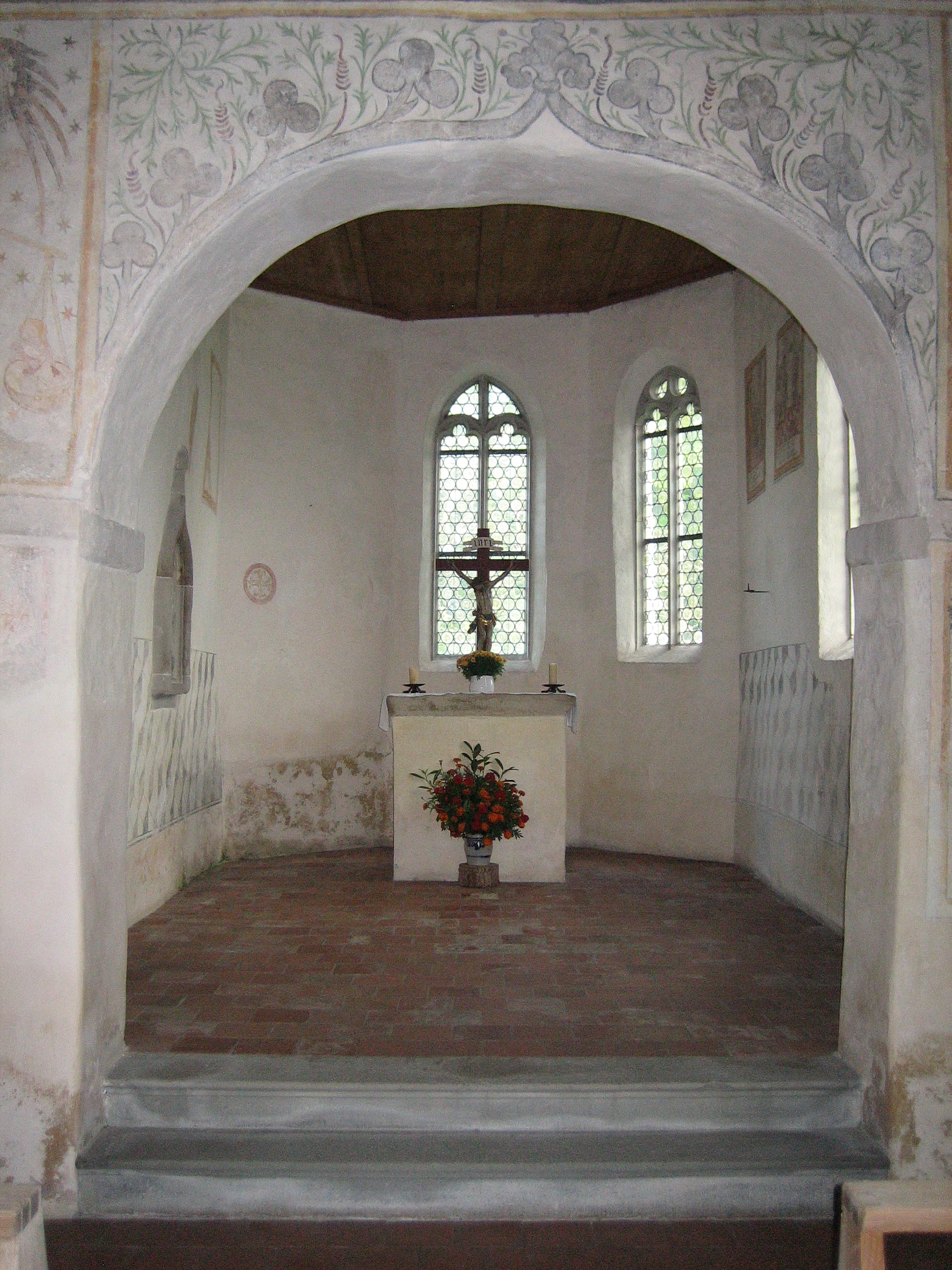
Chor
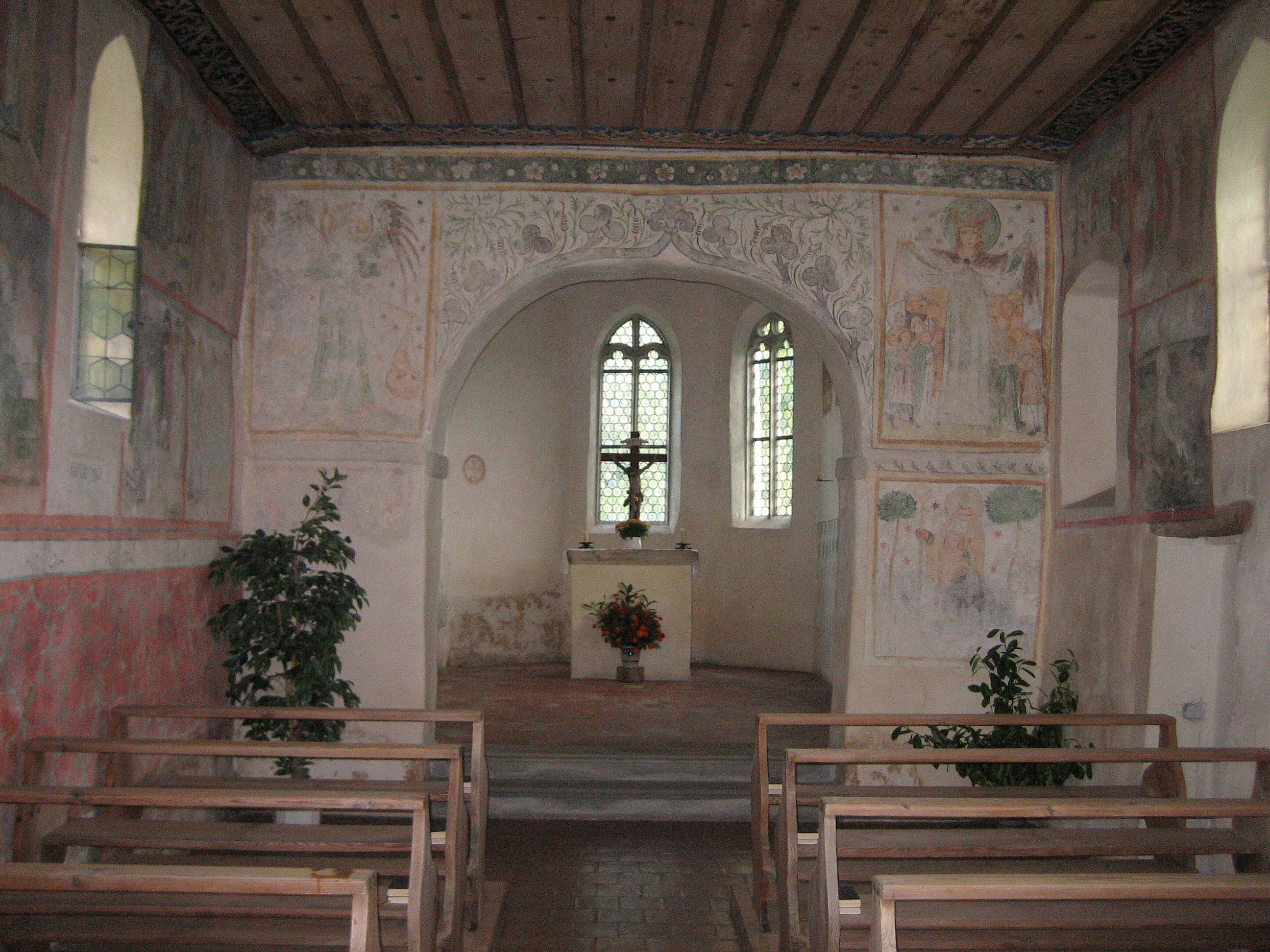
Innenraum
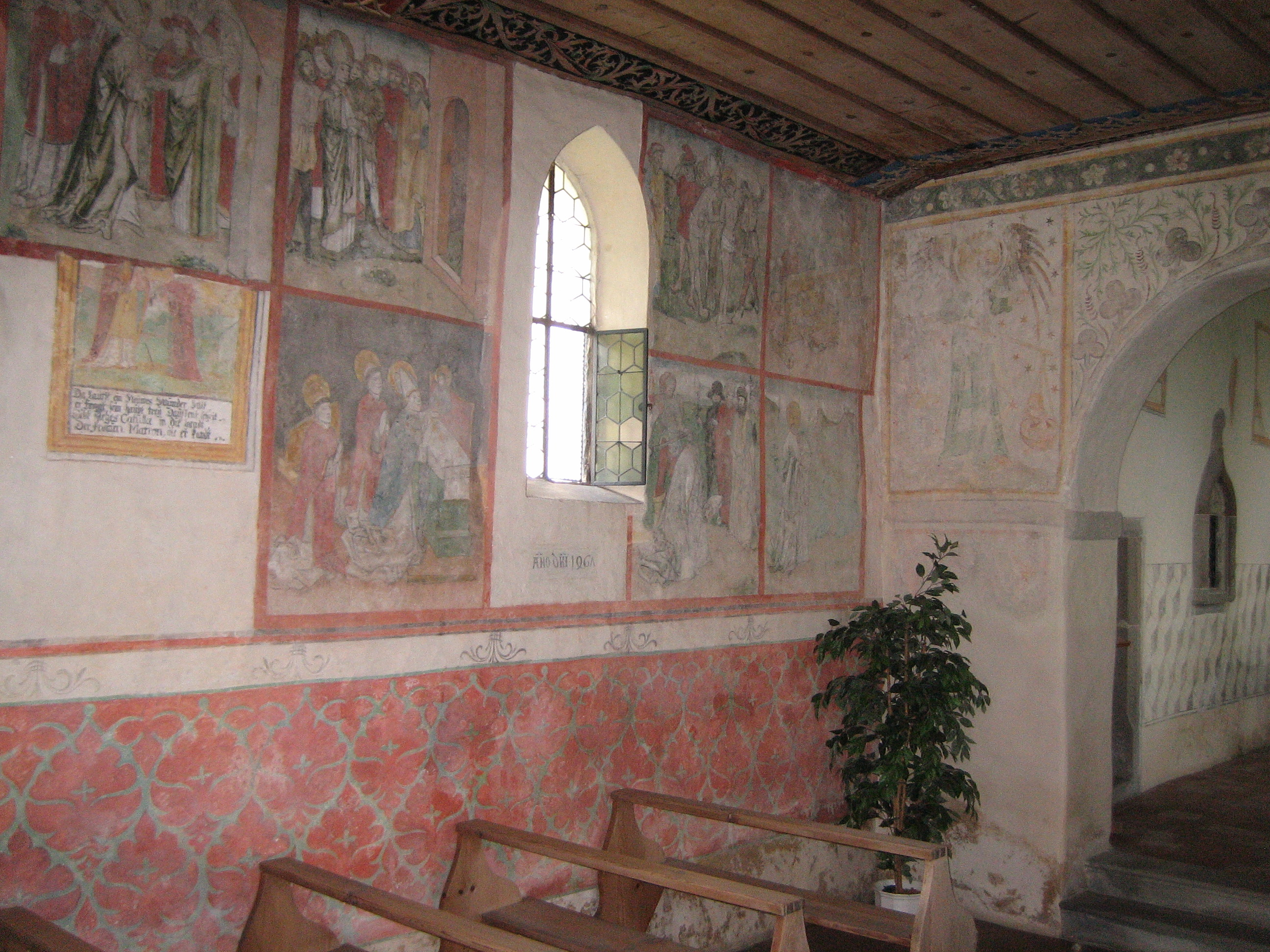
Innenraum
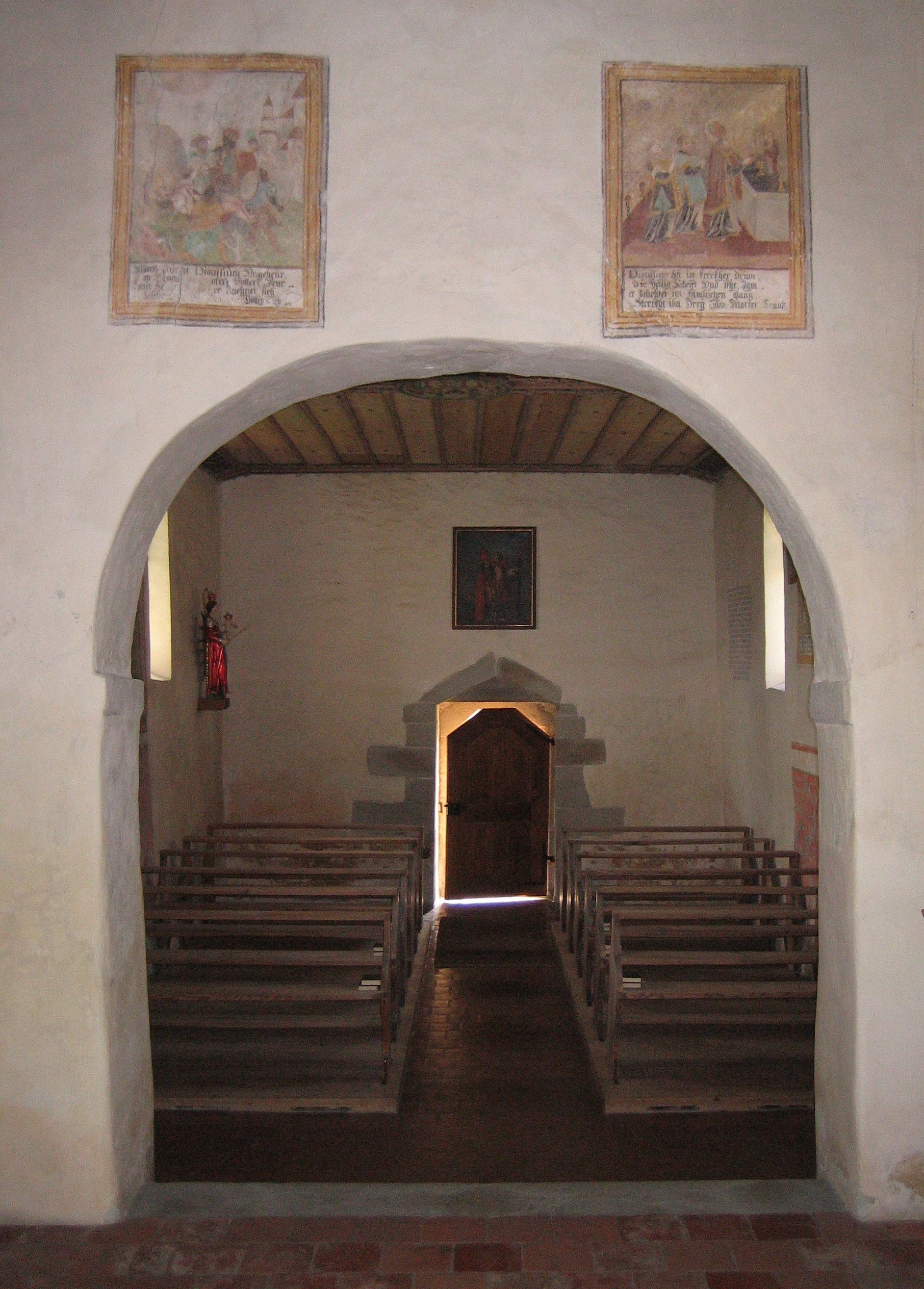
Blick nach Osten

## Bau

### Äusseres
Die geostete (nach Osten ausgerichtete) Kirche steht an einem sanften Abhang östlich der Strasse Rapperswil – Uznach. Der Bau besteht aus einem rechteckigen Schiff, einem eingezogenen Polygonalchor und ist mit einem Satteldach mit traufseitigen Vordächern gedeckt. Von den drei Masswerkfenstern im Chor ist nur dasjenige der Längswand alt, die anderen waren bis 1952 ohne Masswerk. Im nördlichen Choreinzug steht der massive Turm mit quer zum Kirchenfirst gestelltem Käsebissendach. Das oberste der drei Geschosse dient als Glockenstube.

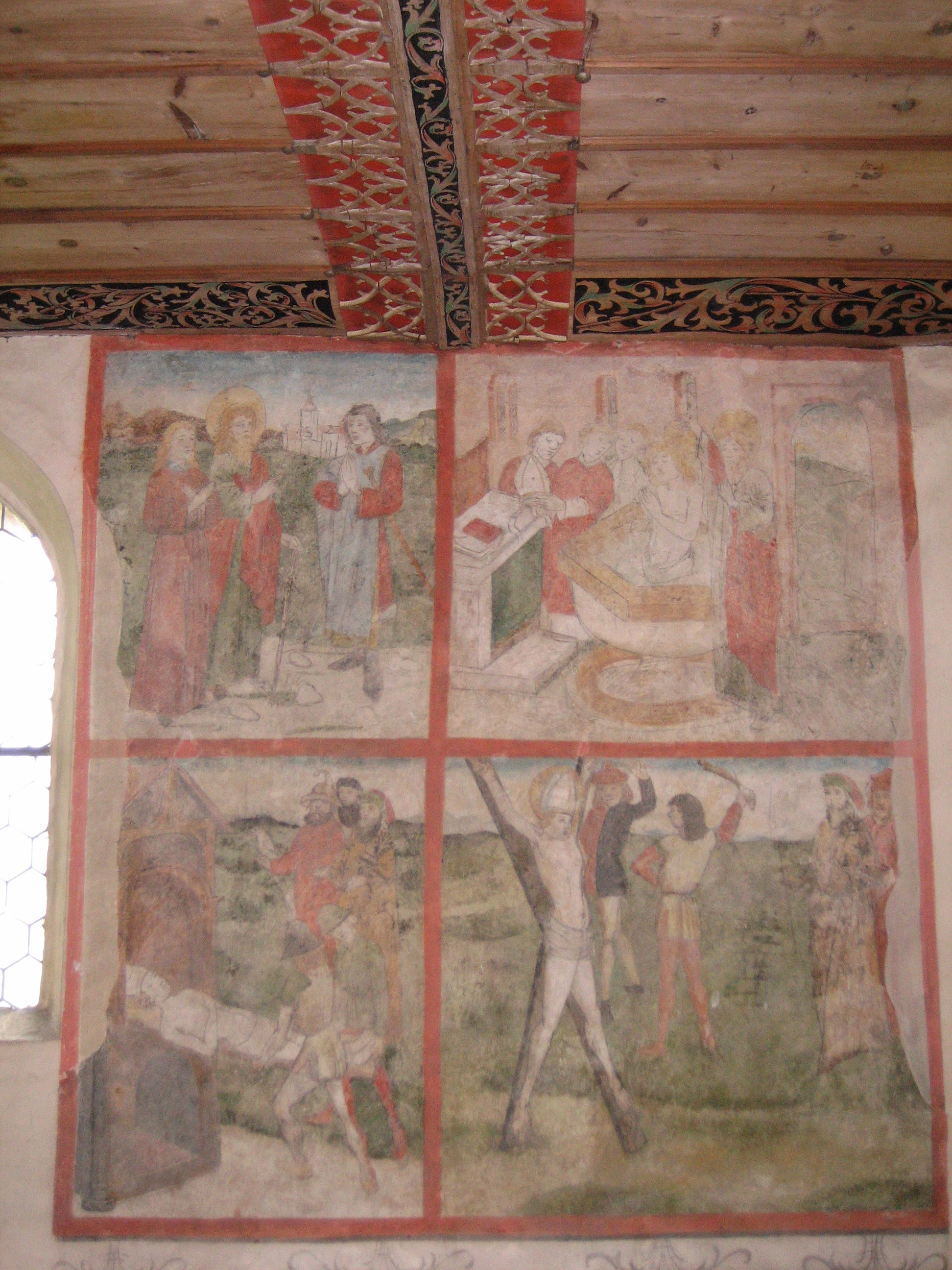
Südwand
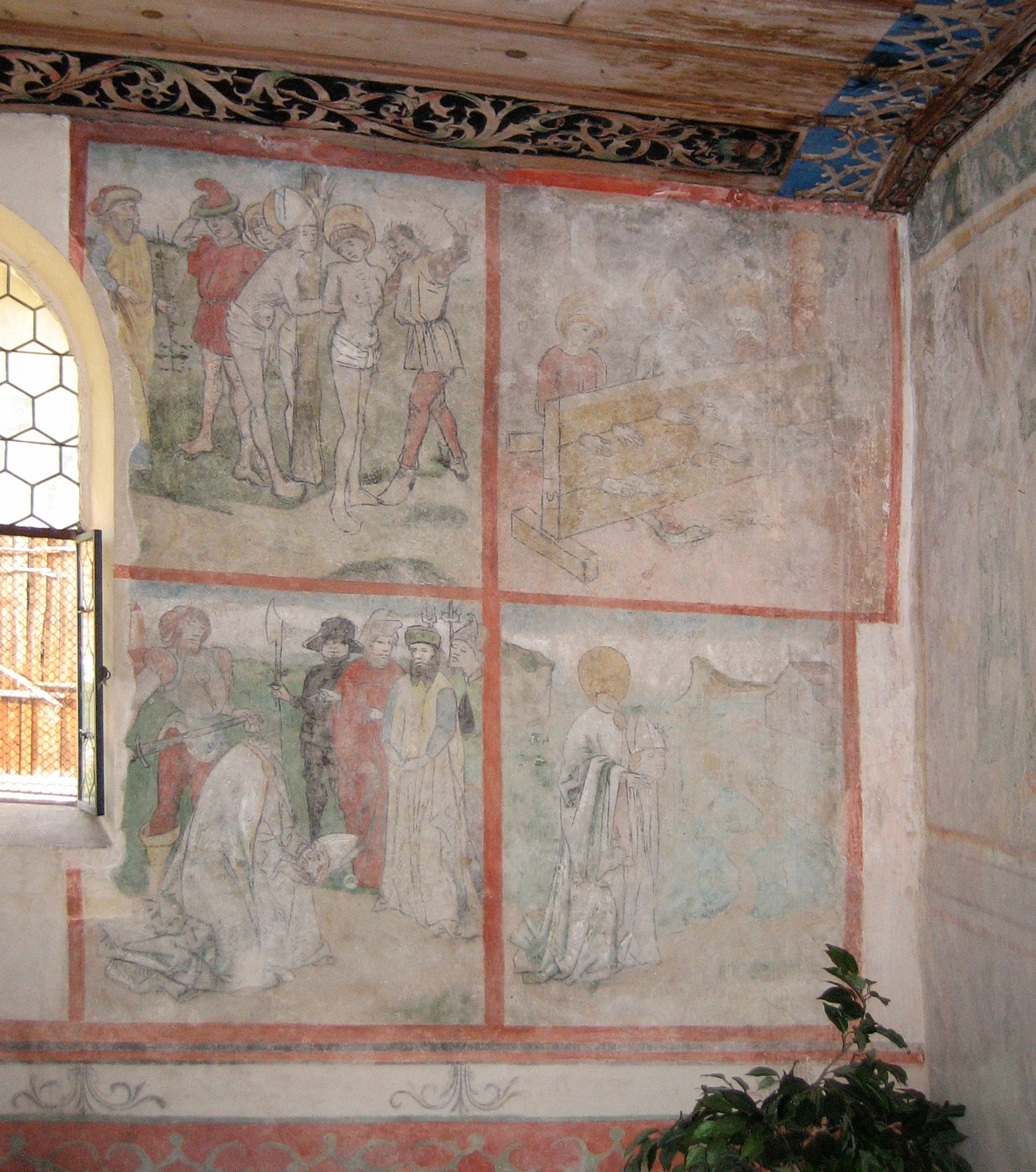
Nordwand
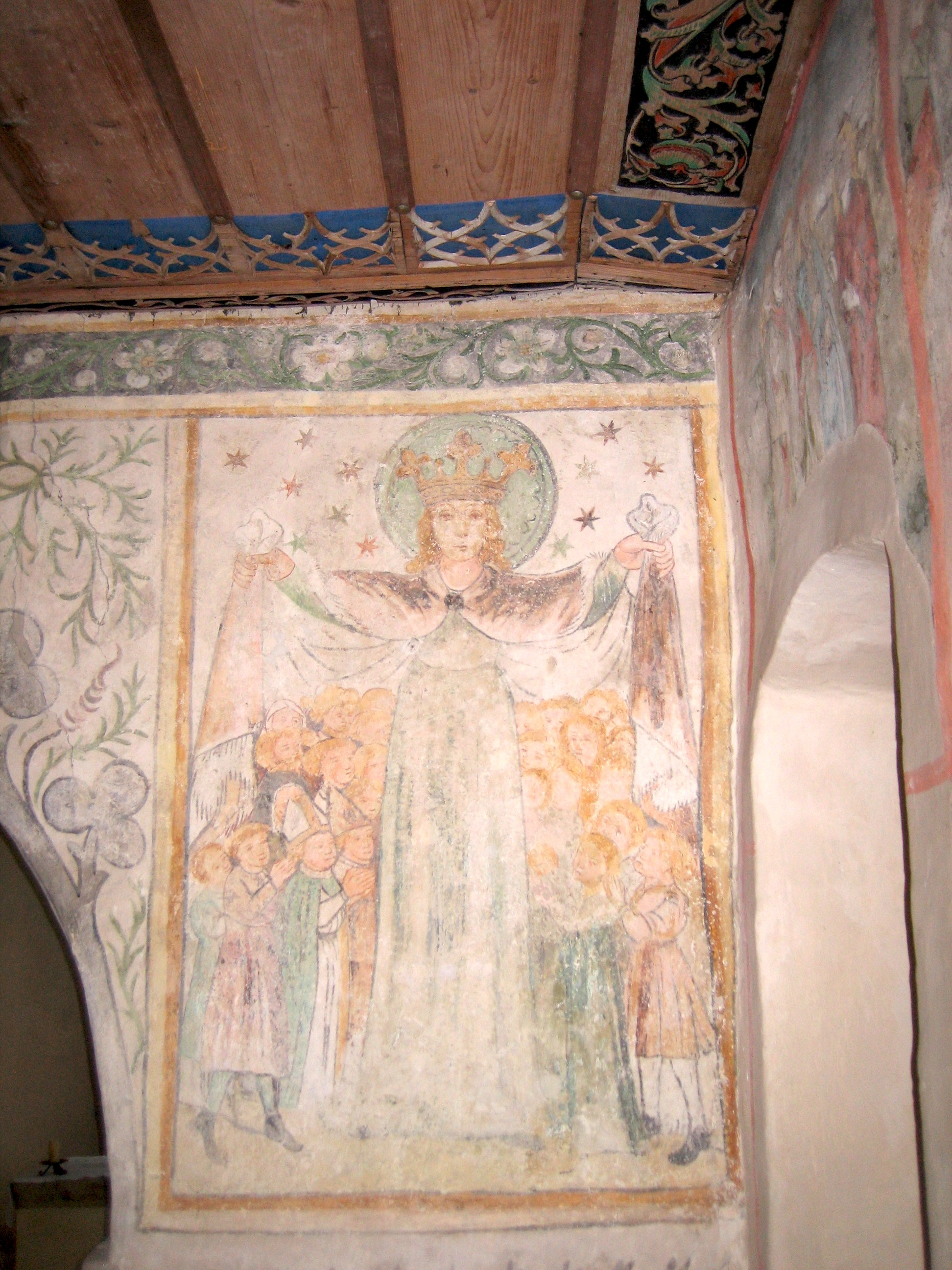
Schutzmantelmadonna
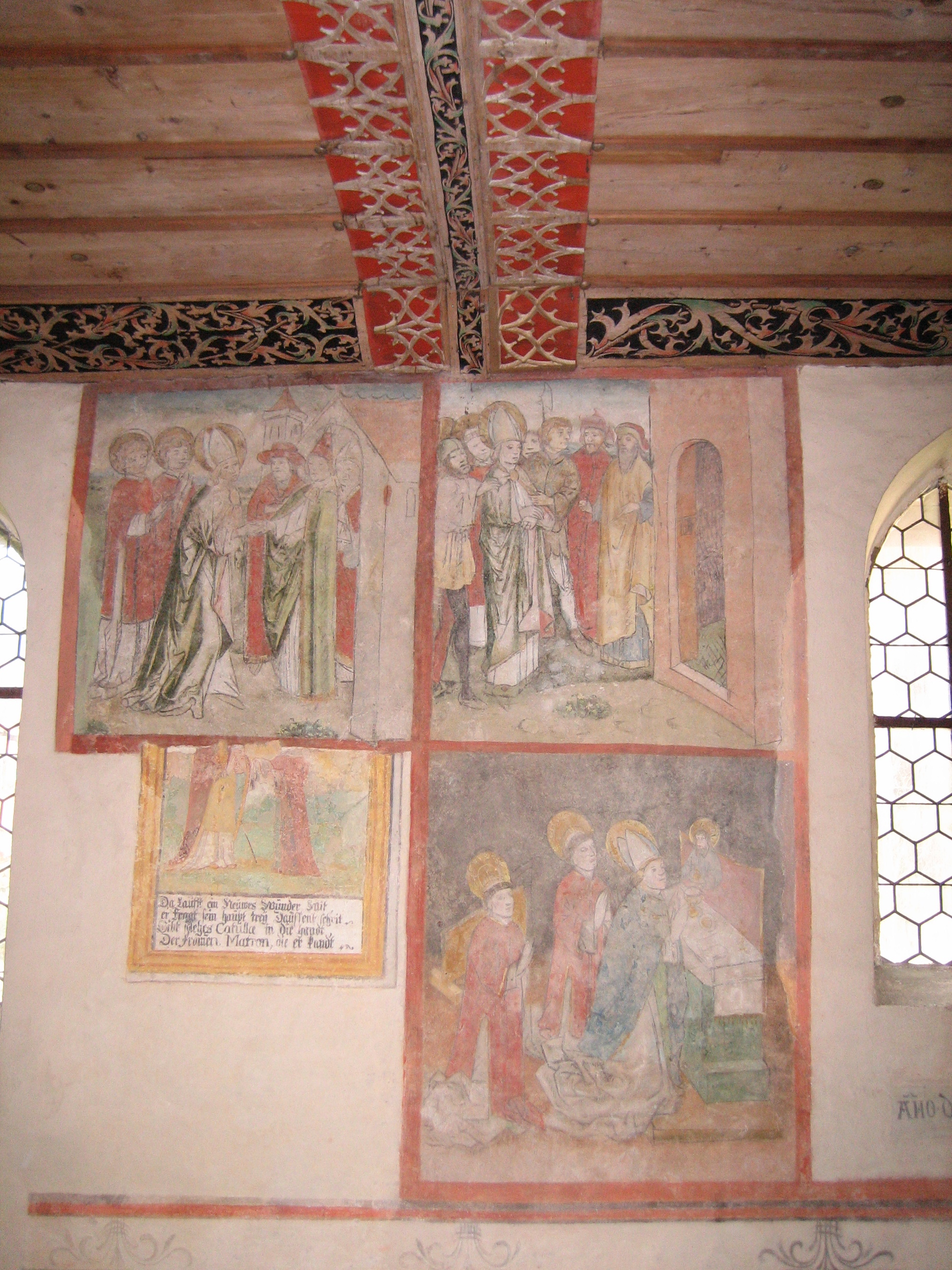
Südwand

### Inneres
Das Schiff ist durch einen Chorbogen vom zwei Stufen höher liegenden Chor getrennt. Über dem Schiff ist eine gotische Flachdecke mit Längsleisten eingezogen. In der Mitte ist ein Wappenschild der Stadt Rapperswil angebracht, datiert 1668. Die flache schmucklose Chordecke ist neueren Datums, eventuell noch barock. Auch hier in der Mitte ein Wappenschild der Rosenstadt Rapperswil aus dem Jahr 1699 mit der Inschrift «H. Jacob Stössel Der Zeit Kirchen Pfläger»
|  |  |

An der Südseite ist das ehemalige Seitenportal aus der Zeit vor 1467 freigelegt. An der nördlichen Chorwand ist ein spätgotischer Wandtabernakel aus Sandstein eingelassen.